# Albert-Einstein-Realschule
Die Albert-Einstein-Realschule liegt im Essener Stadtteil Rellinghausen und wurde 1925 gegründet.

## Geschichte

### Mittelschule
Im Jahre 1925 wurde die „Städtische Knabenmittelschule Essen-Süd“ in Rellinghausen an der Rübezahlstraße eingeweiht. Dort befindet sich heute das Rellinghausener „Kunsthaus Essen“. Die ersten Unterlagen liegen in der Schule selbst für das Jahr 1934 vor. Nach der Wiederaufnahme des Unterrichts 1945 hatten die Schüler über einen langen Zeitraum Schichtunterricht mit Vormittags- und Nachmittagsunterricht.

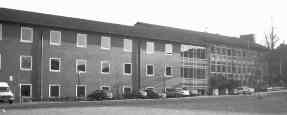
Hauptgebäude in 1960er Jahren

Im Jahr 1953 erfolgte dann der Spatenstich zum Neubau des Schulgebäudes am Ardeyplatz als ersten Schulneubau der Stadt Essen nach dem Zweiten Weltkrieg. Im darauffolgenden Jahr wurde der Unterricht in den neuen Schulräumen aufgenommen. Noch immer trug die Schule den ursprünglichen Namen, so dass schon in diesen Jahren eine neue Bezeichnung vorgeschlagen wurde: „Schellenbergschule“ sollte sie nun heißen. Dieser Vorschlag wurde aber vom Rat der Stadt Essen abgelehnt. Seit 1956 gab es eine Differenzierung ab Klasse 9 in einen mathematisch-naturwissenschaftlichen und einen sprachlichen Zweig, seit 1999 eine Neigungsdifferenzierung schon ab Klasse 8.

### Umbenennung
Anfang der 1960er Jahre stand wieder die Umbenennung der Schule an. Dieses Mal wurden die Namen „Friedrich-Ebert-Realschule“ oder „Albert-Einstein-Schule“ vorgeschlagen. Der Rat der Stadt Essen stimmte dem zweiten Vorschlag zu, so dass die Schule seit 1962 diesen Namen trägt. Anfang 1965 wurde die Erprobungsstufe eingeführt. In den Jahren 1966 und 1967 führte man Kurzschuljahre durch und verlegte den Versetzungstermin von Ostern in den Sommer. 1971 wurde der Samstagsunterricht auf einen Schulnachmittag verlegt, so dass die AES eine der ersten Schulen in Essen mit freiem Samstag wurde.

### Neuere Entwicklungen
Am 1. Februar 2004 wurde die Schule in Albert-Einstein-Realschule umbenannt. Im Jahre 2018 wurde ein Sonnensegel für 25.000 Euro im Pausenhof montiert. Seit 2021 ist Kerstin Sperling-Ischinsky neue Schulleitung und möchte nach eigenen Angaben das naturwissenschaftliche Profil der Schule stärken.

## Angebote

### Offener Ganztag
Die Schule bietet von Montag bis Donnerstag das Konzept der Offene Ganztagsschule an. In der Zeit können die Schüler die Hausaufgabenbetreuung oder Arbeitsgemeinschaften besuchen. Es werden die folgenden Arbeitsgemeinschaften angeboten: Begegnung der Generationen, Benimm-AG, Fahrradtechnik, Chor, Fußball, Glasmalerei, Geschichte erleben, Hunde-AG, Hip-Hop, Klimascouts, Kulturführerschein, Medienscouts, Nachhilfe, Rechtskunde, Sanitäter, Schulband, Schach, Schulbücherei, Schülergericht, Schülerzeitung, Schulgarten, Sporthelfer, Streitschlichter, Tennis, Technik-AG, Yoga, Wald-AG, Zirkus.

### Freiarbeit
Seit Beginn des Schuljahres 2001/02 wird in jeweils einer Klasse der Jahrgangsstufe 5, 6 und 7 Freiarbeit in Anlehnung an die Montessoripädagogik angeboten. Dabei sollen die Schüler selbst entscheiden, wie und ob sie lernen wollen.

### Programme
In den Klassen 5 bis 9 werden Themenbereiche aus dem Lions-Club-Programm "Erwachsen werden" in den Unterricht integriert.
Seit Mai 2008 ist die Schule ein „Approved Test Centre“ für den Europäischen Computerführerschein ICDL.

### Berufswahlorientierung
Die Schüler werden durch die Berufsorientierung auf die Zeit nach dem Realschulabschluss vorbereitet. Dies geschieht etwa durch Potenzialanalyse, Praktika bei Partnerunternehmen in der Region, Informationsveranstaltungen oder Berufsfelderkundung.

### Schulfahrten
Schullandheimaufenthalte auf Amrum und Hörnum/Sylt, Skisportunternehmungen, zuerst in Oberstdorf und seit 1968 in Mittenwald, Auslandsaufenthalte der 10. Klassen in den Niederlanden, Frankreich und England.

### Sonstiges
Die Schülervertretung setzt sich für die Interessen der Schüler ein und organisiert Projekte in Zusammenarbeit mit Vertrauenslehrern
Die „Fördergesellschaft Albert-Einstein-Realschule e. V.“ unterstützt die Freiarbeit, Klassenfahrten, Fachschaften bei der Ausstattung mit Lehrmaterialien und verschiedene Kleinprojekte.

## Ehemalige Schüler
- Detlev Samland (1953–2009), ehemaliger Minister für Bundes- und Europaangelegenheiten des Landes Nordrhein-Westfalen
- Stefan Stoppok (* 1956), Musiker
- Heinrich Schafmeister (* 1957), Schauspieler